# Armoiries de la Prusse
L'État de Prusse s'est développé à partir de l'État monastiques des chevaliers Teutoniques. Le drapeau d'origine des chevaliers teutoniques était une croix noire sur un drapeau blanc. L'empereur Frédéric II du Saint-Empire leur a accordé en 1229 le droit d'utiliser l'aigle noir du Saint-Empire romain germanique.[réf. nécessaire]   Cet aigle est resté sur les armoiries des différents états prussiens successifs jusqu'en 1947.

## Prusse médiévale et Prusse moderne

Aigle impérial aux armoiries du grand maître de l'Ordre teutonique (XVIe siècle)
Armoiries de la Prusse royale, à partir de 1772, armoiries de la Prusse-Occidentale
Duché de Prusse (1525-1633) avec la lettre "S" de Sigismond I de Pologne
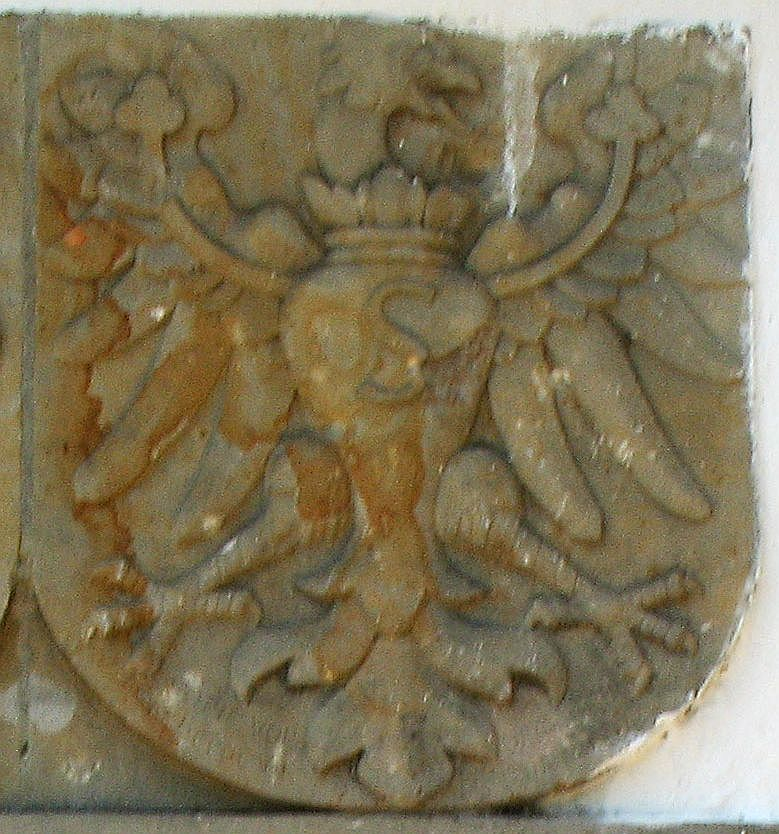
Armes du duché de Prusse de 1545

## Royaume de Prusse

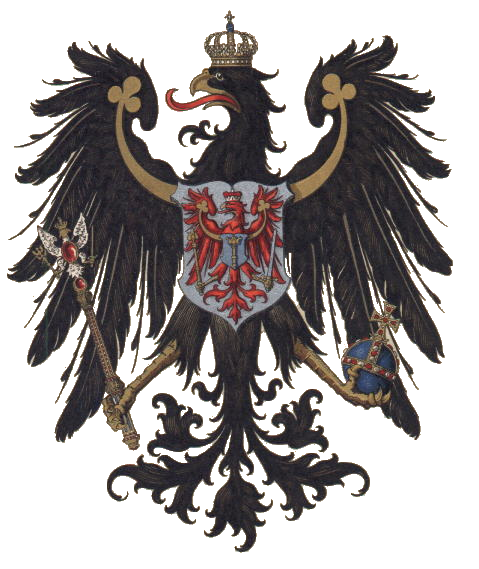
Petites armes du prince-électeur de Brandebourg en 1686
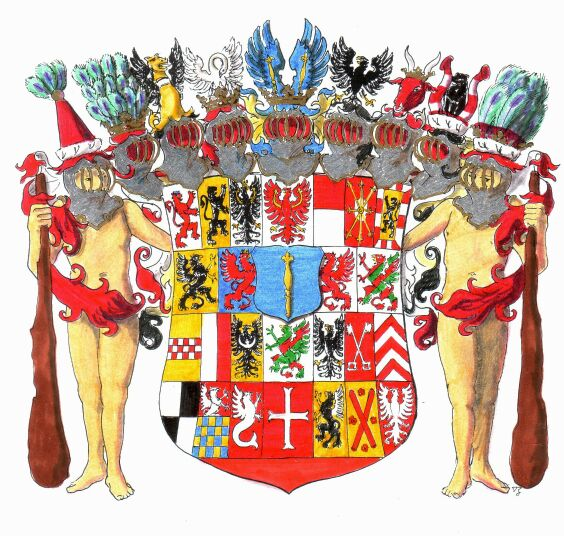
Armoiries du prince-électeur de Brandebourg en 1686
Armoiries prussiennes de 1702
Armoiries royales d'après une gravure sur bois de 1709

Le 27 janvier 1701, le roi Frédéric Ier change ses armes en tant que prince-électeur de Brandebourg. Les armes plus anciennes des électeurs de Brandebourg représentaient un aigle rouge sur fond blanc. Désormais, l'aigle de Prusse, maintenant couronné royalement et avec «FR» ( Fridericus Rex, «Roi Frédéric») sur sa poitrine, était placé dans un écu sur le bouclier à 25 quartiers au lieu du sceptre électoral. Tous les casques ont fait place à une couronne royale.
Les hommes sauvages - figures de la mythologie germanique et celtique représentant le «Seigneur des bêtes» ou «l'homme vert» - qui supportaient les armes de la Prusse sont probablement tirés des armes de la Poméranie ou du Danemark. Ils se trouvent également en tant que supports des armes de Brunswick, Königsberg et des villes néerlandaises d'Anloo, Beilen, Bergen op Zoom, Groede, Havelte, Bois-le-Duc, Oosterhesselen, Sleen, Sneek, Vries et Zuidwolde. Un homme sauvage et une femme sauvage tiennent le bouclier des principautés de Schwarzburg-Rudolstadt et de Schwarzburg-Sonderhausen en Thuringe et de la ville d'Anvers depuis le début du XVIe siècle. Deux hommes sauvages et une femme sauvage ont été inclus dans le sceau de Berge-op-Zoom depuis 1365.
Un décret du 11 février 1701 plaça une couronne sur l'écu prussien. Le roi ordonna que l'ensemble soit placé sur un pavillon royal à l'instar des exemples français et danois.
À la mort de Guillaume III, prince d'Orange et roi d'Angleterre, le 19 mars 1702, le roi exige que les armes de la principauté d'Orange soient placées sur son bouclier. C'était pour soutenir sa revendication en tant qu'héritier, bien que la branche frisonne de la maison d'Orange-Nassau l'ait également revendiquée.
En 1708, Frédéric annonça qu'il placerait les quartiers des ducs de Mecklembourg dans les armes prussiens pour souligner ses droits sur les duchés de  Mecklembourg-Schwerin et Mecklembourg-Strelitz si leurs lignées ducales s'éteignaient. Bien que le duché de Mecklenburg-Strelitz ait protesté, l'empereur Joseph Ier du Saint-Empire a donné la permission à Frédéric en octobre 1712. Cette conception a été officiellement modifiée deux fois, mais n'a pas été fondamentalement modifiée depuis.
Le sceptre électoral avait son propre bouclier sous le plafond électoral. Autour du bouclier, avec 36 quartiers (dont Veere-Vlissingen et Breda), est apparu l'Ordre de l'Aigle noir avec un casque couronné posé sur le dessus. Les hommes sauvages tenaient des bannières de la Prusse et du Brandebourg et derrière le pavillon se dressait une bannière prussienne à l'exemple de l'Oriflamme français. La devise Gott mit uns ("Dieu avec nous") est apparue sur le piédestal.

Déjà sous le règne de Frédéric I, il y a une différence notable entre la représentation «gothique» de l'aigle prussien dans les armes et l'aigle plus naturellement représenté et souvent volant sur la plupart des pièces  et les normes militaires. 

Armoiries du Royaume de Prusse
Petites armes, 1790
Moyennes armes, 1873
Grandes armes, vers 1873
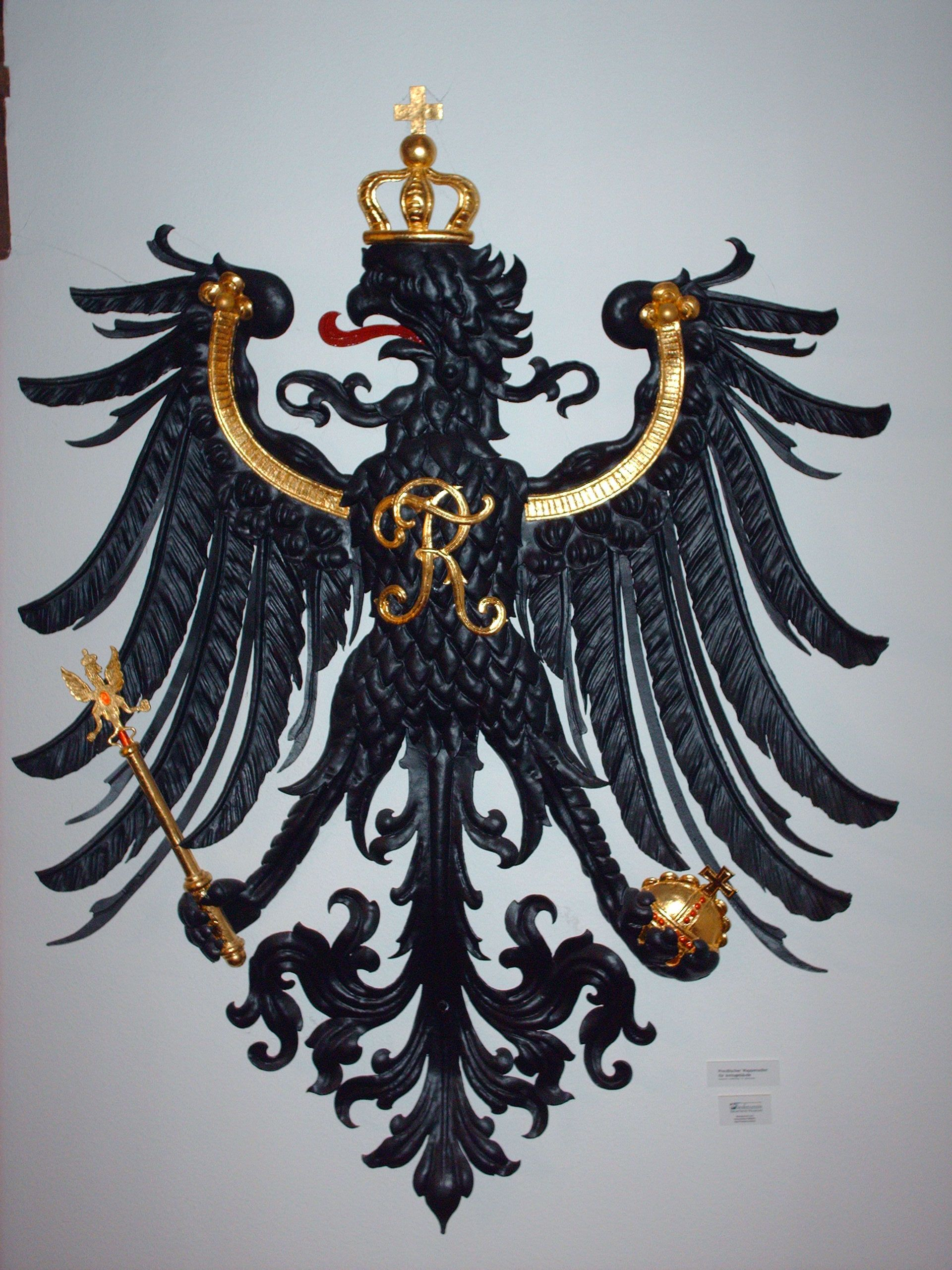
Armoiries de la Prusse, 1815

Frédéric-Guillaume Ier a succédé à son père sur le trône le 25 février 1713. Selon Ströhl, il a donné à l'aigle un sceptre et un orbe. Il a négocié un arrangement avec la Maison de Nassau sur le titre de la Principauté d'Orange, bien qu'il soit occupé par la France. Outre les armes d'Orange, il ajoute officiellement Veere et Vlissingen (en) le 29 juillet 1732. Le roi a également ajouté la Frise orientale à ses armes, le réclamant au cas où le prince mourrait sans héritier. Un quatrième écusson est apparu parmi les 36 quartiers.
Frédéric II est devenu roi le 31 mai 1740. Il revendique le duché de Silésie après la mort de l'empereur Charles VI du Saint-Empire et déclare la guerre à la fille et héritière de Charles, Marie-Thérèse d'Autriche, déclenchant ainsi la guerre de Silésie.
Frédéric II est remplacé par son neveu, Frédéric-Guillaume II, le 17 août 1786. Frédéric-Guillaume II a hérité des branches des cadets de Franconie (Ansbach et Bayreuth) de la maison de Hohenzollern en 1791. Cependant, pour des raisons d'économie, les armoiries officielles sont restées inchangées.
Frédéric-Guillaume III accède au trône le 16 novembre 1797 et change les armes le 3 juillet 1804. La réorganisation de l'Allemagne par Napoléon Ier rendit nécessaire des modifications. Un nouvel écusson a été créé pour la Silésie et le bouclier contenait 42 quartiers. L'Ordre de l'Aigle rouge de la ligne franconienne a également été ajouté autour du bouclier.
Après la chute de Napoléon, la Prusse a gagné de vastes territoires sur le Rhin et en Saxe. De nouvelles armes sont donc décrétées le 9 janvier 1817. Le nombre de quartiers est passé à 48, dont le cheval de Westphalie et de Basse-Saxe. Le nombre d'écussons a été réduit à quatre : l'aigle noir de Prusse, l'aigle rouge de Brandebourg au lieu du sceptre, le burgraviat de Nuremberg (bien que cédé à la Bavière) et celui des Hohenzollern.
Les moyennes armes ont ensuite été émises : un bouclier avec les mêmes quatre écussons et dix quartiers pour la Silésie, la Rhénanie, Posen, la Saxe, la Poméranie, Magdebourg, Juliers-Clèves-Berg et la Westphalie. Celui-ci a été encerclé par l'Ordre de l'Aigle noir et détenu par deux hommes sauvages avec des gourdins.
Les petites armes déjà utilisées sur les pièces de monnaie des années 1790 ont également été légitimées.
Le 7 décembre 1849, les lignes souabes de Hohenzollern-Sigmaringen et Hohenzollern-Hechingen sont annexées par Frédéric-Guillaume IV, qui avait succédé à son père le 7 juillet 1840.
Frédéric-Guillaume IV est suivi de son frère Guillaume Ier le 2 janvier 1861. Il change les armes le 11 janvier 1864 en combinant les écussons de Nuremberg et de Hohenzollern. Après la guerre des Duchés de 1864 et la guerre austro-prussienne de 1866, la Prusse a annexé le Schleswig, Holstein, Hanovre, Hesse-Kassel et Nassau. Le roi Guillaume Ier de Prusse est devenu Guillaume Ier, empereur allemand le 18 janvier 1871 lors de l'unification de l'Allemagne. Le Royaume de Prusse est devenu l'État prédominant dans l'Empire allemand nouvellement créé.
Guillaume I décrète de nouvelles armes le 16 août 1873. Le nombre de quartiers était à nouveau de 48 avec trois écus. Ils ont été ajoutés les cols de l'Ordre de Hohenzollern et de l'Ordre de la Couronne prussienne. La devise a été placée sur le dôme du pavillon.
Les moyennes armes de 1873 montrent plus clairement les changements apportés par les ajouts du Schleswig-Holstein, de Hanovre et de Hesse-Kassel et les déménagements de Magdebourg et de Juliers-Clèves-Berg.

Armoiries du Royaume de Prusse sous l'Empire allemand (1871-1914) à l'époque de Guillaume II

La Maison de Hohenzollern utilise la devise Nihil Sine Deo (Rien Sans Dieu). Les armoiries, adoptées pour la première fois en 1192, ont commencé comme un simple quartier sable et argent. Un siècle plus tard, en 1317, Frédéric IV de Nuremberg a ajouté la tête et les épaules d'un chien comme crête. Les quartiers ultérieurs reflètent les mariages des héritières au sein de la famille.

## État libre de Prusse
Avec la chute de la Maison de Hohenzollern en 1918, le Royaume de Prusse a été remplacé par l'État libre de Prusse au sein de la République de Weimar. Les nouvelles armes prussiennes représentaient un seul aigle noir, présenté dans un style plus naturel qu'héraldique. Tout en faisant partie du Troisième Reich, les armes de l'État libre représentaient un seul aigle noir, plus stylisé qu'auparavant, mais pas de manière héraldique, avec une croix gammée et la devise Gott mit uns à partir de 1933. Le Reichsstatthaltergesetz de 1935 a retiré tout pouvoir effectif au gouvernement prussien.

Armoiries de l'État libre de Prusse faisant partie de la République de Weimar (1918-1933)
Armoiries de l'État libre de Prusse après le Machtergreifung nazi de 1933

## Dissolution de la Prusse
En 1947, après la Seconde Guerre mondiale, l'État de Prusse a été dissous par les Alliés, rendant ainsi ses armes éteintes.
Un aigle noir sur fond blanc est présent dans les armoiries de Saxe-Anhalt, ce qui correspond à ce qui était la Saxe prussienne.
Un aigle noir sur fond rouge est présent dans les armoiries de la voïvodie de Varmie-mazurie, en Pologne, ce qui correspond à ce qui était le sud de la province de Prusse-Orientale.

Armoiries de la Saxe-Anhalt
Armes de la voïvodie de Varmie-Mazurie

## Voir plus
- Armoiries de l'Allemagne
- Armoiries de l'Autriche
- Aigle de Brandebourg
- Drapeau de la Prusse
- Croix de Fer
- Ordre de l'Aigle noir
- Ordre de l'Aigle rouge
- Titres et armoiries des rois de Prusse
- Armoiries de la République des Deux Nations